# Mohamed El Yousfi
Mohamed el Yousfi (Tetuán) es un futbolista marroquí que juega como portero para el Moghreb Atlético Tetuán de la Liga de Fútbol de Marruecos.
| Mohamed El Yousfi          | Mohamed El Yousfi                    | Mohamed El Yousfi                    |
| Datos personales           | Datos personales                     | Datos personales                     |
| -------------------------- | ------------------------------------ | ------------------------------------ |
| Nacimiento                 | Tetuán 18 de abril de 1991 (27 años) | Tetuán 18 de abril de 1991 (27 años) |
| País                       | Marruecos                            | Marruecos                            |
| Nacionalidad(es)           | Marruecos                            | Marruecos                            |
| Altura                     | 1,86 m                               | 1,86 m                               |
| Peso                       | 70 kg                                | 70 kg                                |
| Carrera                    |                                      |                                      |
| Deporte                    | Fútbol                               | Fútbol                               |
| Debut deportivo            | 2011 (Moghreb Atlético Tetuán)       | 2011 (Moghreb Atlético Tetuán)       |
| Club                       | Moghreb Atlético Tetuán              | Moghreb Atlético Tetuán              |
| Liga                       | Liga de Fútbol de Marruecos          | Liga de Fútbol de Marruecos          |
| Posición                   | Portero                              | Portero                              |
| Dorsal(es)                 | 12                                   | 12                                   |
| Carrera internacional      |                                      |                                      |
| Selección                  | Marruecos                            | Marruecos                            |
| Debut                      | 10 de octubre de 2012                | 10 de octubre de 2012                |
| Dorsal(es)                 | 12                                   | 12                                   |
| [editar datos en Wikidata] |                                      |                                      |

## Participación en competiciones internacionales
| Temporada | Torneo                            | Ronda      | Club             | Casa | Visita | Global      |
| --------- | --------------------------------- | ---------- | ---------------- | ---- | ------ | ----------- |
| 2013      | Liga de Campeones de la CAF       | Preliminar | Casa Sport       | 1-0  | 0-1    | 1-1 (1-3 p) |
| 2014      | Copa Mundial de Clubes de la FIFA | Preliminar | Auckland City FC | -    | -      | 0-0 (3-4 p) |

## Selección nacional
Tras jugar con la selección de fútbol sub-20 de Marruecos y con la sub-23, finalmente el 5 de marzo de 2014 hizo su debut con la selección absoluta en un encuentro contra Gabón .

## Clubes
| Club                    | País      | Año        | Partidos |
| ----------------------- | --------- | ---------- | -------- |
| Moghreb Atlético Tetuán | Marruecos | hasta 2018 | 115      |

- Datos: Q16234037